# Челябинская область
Челя́бинская о́бласть — субъект Российской Федерации, входит в Уральский федеральный округ, является частью Уральского экономического района.
Административный центр — город Челябинск.
Область образована 17 января 1934 года из южных районов упразднённой Уральской области. Исторически области предшествовала Челябинская губерния, образованная в 1919 году.
Граничит на севере со Свердловской областью, на востоке с Курганской областью, на юге с Оренбургской областью, на западе с Республикой Башкортостан. На юго-востоке проходит государственная граница Российской Федерации с Казахстаном.
Челябинская область — развитый индустриально-аграрный регион, расположенный на границе Европы и Азии, в южной части Уральских гор (на стыке Среднего и Южного Урала) и на прилегающей Западно-Сибирской равнине.

## Официальные символы
Гимн Челябинской области, принят законом Челябинской области «О гимне Челябинской области» от 1 октября 1997 г. № 23-ЗО. Музыка гимна написана композитором, заслуженным деятелем искусств Российской Федерации, профессором М. Д. Смирновым. Слова к гимну приняты путём внесения изменений законом Челябинской области от 8 января 2002 г. № 66-ЗО. Слова написаны В. С. Алюшкиным.

Наш край величавый с петровских времён,
Ты светом великих побед озарён.
Священным металлом, рукой трудовой
Веками ты служишь России родной.
Тобой мы гордимся, тебе мы верны,
Наш Южный Урал — честь и слава страны.
Озёр твоих синих, лесов и полей
Нет в мире прекрасней, нет сердцу милей.
Надежда России, её часовой,
Хранишь ты любимой Отчизны покой.
Тобой мы гордимся, тебе мы верны,
Наш Южный Урал — честь и слава страны.— закон Челябинской области от 8 января 2002 г. № 66-ЗО

## История

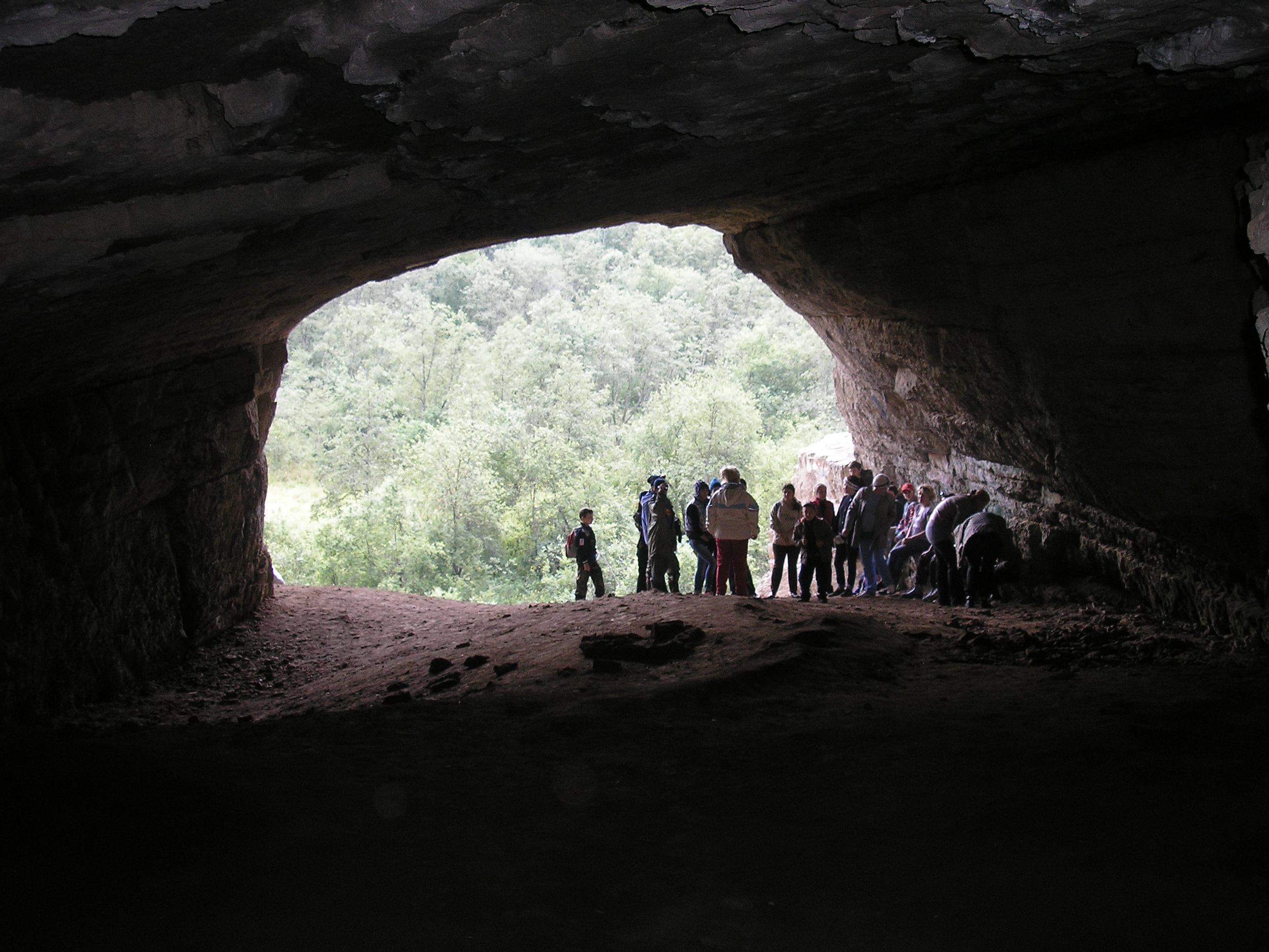
Вид изнутри Игнатьевской пещеры на вход в неё, 2013 год

К эпохе среднего палеолита в Челябинской области относятся Богдановская стоянка у села Богдановское, стоянка Троицкая I на реке Уй у Троицка, следы кратковременных стоянок в пещерах Бурановская (севернее города Усть-Катава) и Ключевская на реке Юрюзань. Наскальные изображения в Игнатьевской пещере датируются возрастом 6—8 тыс. лет назад (поздний палеолит), наскальные рисунки «Араслановской писаницы» датируются IX—VII веками до н. э. К эпохе энеолита и бронзы относятся памятники озёр Тургояк, Сунгуль, синташтинские памятники Синташта и Аркаим.
До начала русской колонизации Урала и активного его промышленного освоения территории современной Челябинской области входили в состав Ногайской Орды, Казанского и Сибирского ханств. Административное формирование территории в составе Российской империи началось в XVIII веке в составе Казанской губернии. До этого большая часть территории после падения ханств относилась к Казанскому царству.
Первым русским поселением на территории современной Челябинской области стал созданный в 1672 году в районе нынешнего парка «Таганай» Ново-уральский острожек. Но он был заброшен и только в 1741 году это место было выбрано для постройки Златоустовского завода. В 1692 году была основана Белоярская (Теченская) слобода.
В сентябре 1736 года на правом берегу реки Миасс полковником А. И. Тевкелевым была заложена Челябинская крепость. В 1737 году была образована Исетская провинция, центром которой с 1743 года являлся Челябинск.
В марте 1744 года была образована Оренбургская губерния, в состав которой вошли Исетская и Уфимская провинции. После упразднения в 1782 году Исетской провинции часть её территории вошла в состав Оренбургской губернии, часть — в состав Уфимской. Первыми городами на территории нынешней области стали Челябинск (1781), Верхнеуральск (1781) и Троицк (1784).

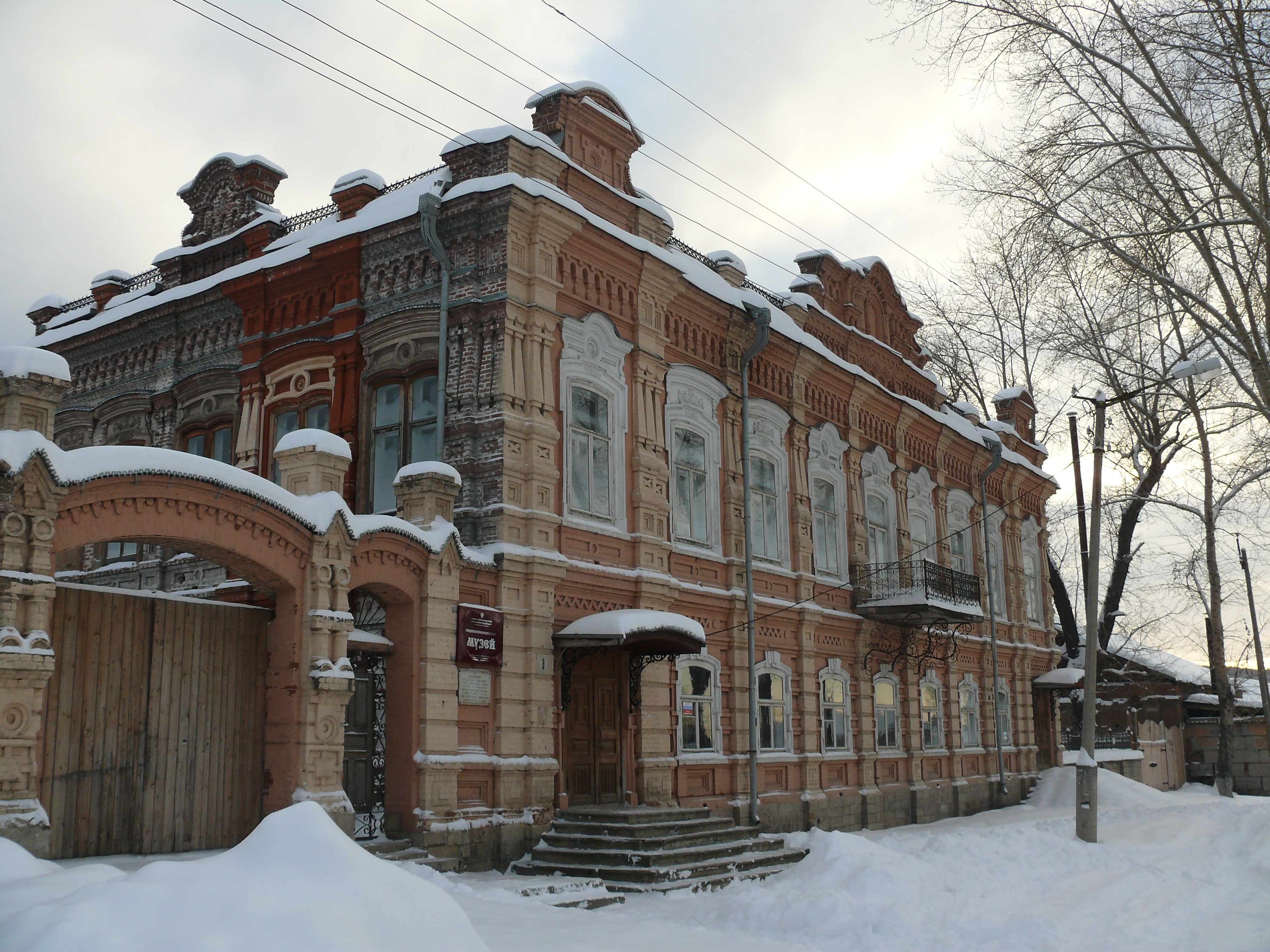
Краеведческий музей в Миассе. Особняк постройки 1880-х

Постановлением ВЦИК от 27 августа 1919 года было создано Челябинское районное управление на правах губернского органа, подчинённое Сибирскому революционному комитету, а с 21 апреля 1920 года, на основании постановления ВЦИК, революционному совету 1-й армии труда.
Границы Челябинской губернии неоднократно менялись: в 1920 году Кустанайский уезд передан в Оренбургско-Тургайскую губернию, а Верхнеуральский уезд присоединён к Челябинской губернии; в 1922 году к ней был присоединён Златоустовский уезд.
Постановлением ВЦИК от 3 ноября 1923 года Челябинская губерния была ликвидирована, а на её территории созданы Златоустовский, Курганский, Троицкий и Челябинский округа, входящие в состав Уральской области. Постановлением ВЦИК и СНК СССР от 23 июля 1930 года округа упразднены с 1 октября 1930 года. Районы упразднённых округов остались в составе Уральской области.
17 января 1934 года Постановлением ВЦИК Уральская область разделена на три области: Свердловскую с центром в г. Свердловске, Челябинскую область с центром в г. Челябинске и Обско-Иртышскую область с центром в г. Тюмени. Границей между Свердловской и Челябинской областями определены районы: Нязе-Петровский, Уфалейский, Каменский, Камышловский, Талицкий, Троицкий, Тугулымский, Ялуторовский, Омутинский, Аромашевский и Викуловский со включением их в состав Челябинской области. К Челябинской области отнесены, кроме того, все остальные южные районы бывшей Уральской области (всего 57 районов и 4 города областного подчинения: Челябинск, Златоуст, Карабаш, Кыштым), а также Аргаяшский кантон Башкирской АССР, с преобразованием его в национальный округ Челябинской области. В мае 1934 года в Челябинскую область из Свердловской был передан Багарякский район, при этом из Челябинской в Свердловскую был передан Сухоложский район.

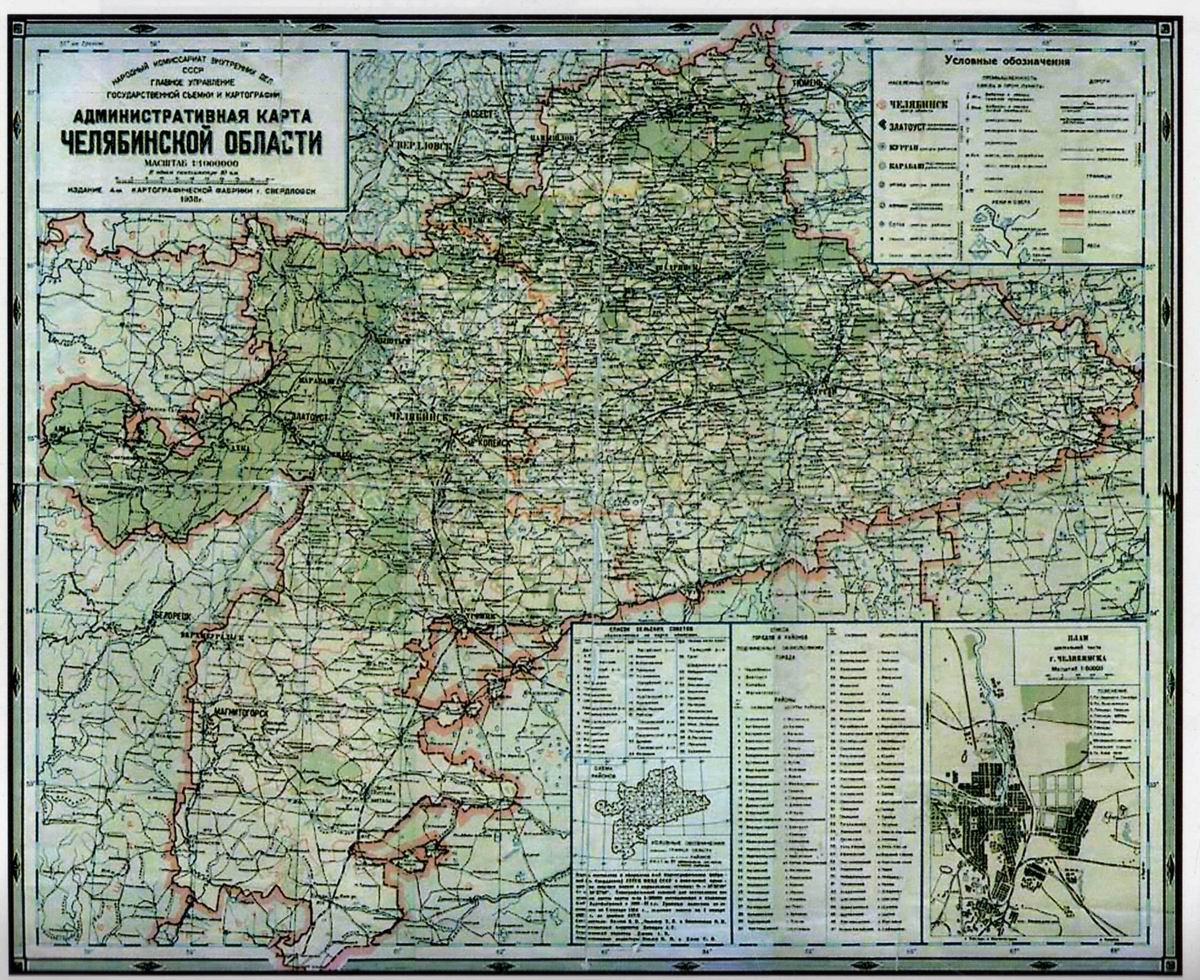
Карта Челябинской области 1938 года

В дальнейшем территория области неоднократно уменьшалась. Так, были переданы 11 восточных районов во вновь образованную в декабре 1934 года Омскую область. В 1938 году Буткинский, Камышловский, Пышминский, Талицкий, Тугулымский, в 1942 году Каменский, Покровский районы были переданы из Челябинской области в состав Свердловской области. После передачи 6 февраля 1943 года ещё 32 районов в состав вновь образованной Курганской области границы Челябинской области практически не менялись. Но, происходили неоднократные изменения внутреннего административного деления, в частности разукрупнения, объединения, ликвидации, переименования некоторых районов, изменения статусов ряда населённых пунктов области.
Указом Президиума Верховного Совета СССР от 23 октября 1956 года Челябинская область награждена орденом Ленина за выдающиеся успехи в освоении целинных и залежных земель, повышении урожайности и успешное выполнение обязательств по сдаче государству 90 млн пуд хлеба, в том числе 76 млн пуд пшеницы. Общее количество освоенных земель составило более 1 млн га.
Указом Президиума Верховного Совета СССР от 4 декабря 1970 года Челябинская область награждена вторым орденом Ленина за большие заслуги, достигнутые в выполнении заданий VIII пятилетнего плана (выполнен досрочно 24 ноября 1970 года) по развитию народного хозяйства и особенно отраслей тяжёлой промышленности. За годы пятилетки вступили в строй 170 крупных объектов народного хозяйства. Предприятия области освоили выпуск 348 новых изделий. Чёрная металлургия области по объёму производства металла выдвинулась на ведущее место в стране. Производительность труда выросла на 28,3 %, объём реализованной продукции увеличился на 43,5 %. На торжественном собрании трудящихся 3 февраля 1971 года член Политбюро ЦК КПСС, председатель Комитета партийного контроля при ЦК КПСС А. Я. Пельше вручил орден Ленина представителям коллективов Челябинской области.
В 2020 году городам Челябинску и Магнитогорску присвоены почётные звания «Город трудовой доблести».

## Физико-географическая характеристика

### География

Граница Европы и Азии на автомобильной трассе М5 «Урал»

Территория Челябинской области состоит из горной и равнинной частей. Горная часть расположена на восточных склонах Среднего и Южного Урала. Только небольшая часть территории области на западе, так называемая Горно-Заводская зона, заходит на западные склоны Среднего и Южного Урала.
Восточную и южную часть области занимает Западно-Сибирская равнина.
Условная граница между Европой и Азией проводится в основном по водораздельным хребтам Уральских гор. Недалеко от станции Уржумка Южно-Уральской ЖД (8 км от Златоуста), на перевале Уралтау, стоит каменный столб. На одной из его сторон написано: «Европа», на другой: «Азия». Города Златоуст, Катав-Ивановск, Сатка находятся в Европе, Челябинск, Троицк, Миасс — в Азии, Магнитогорск — в обеих частях света.
Площадь Челябинской области равна 88,5 тысячам квадратных километров. Протяжённость области с севера на юг — 490 км, с запада на восток — 400 км. Географический центр области располагается на правом берегу реки Уй, в 3 км на юго-восток от села Нижнеусцелемово Уйского района. Новое исследование уточнило координаты: 54°21′30″N 60°30′06″E (в Пластовском районе, в 4,5 км от д. Воронино). Челябинская область по территории занимает пятое место из восьми регионов Урала и 39 место по России. Общая протяжённость границ составляет 2751 км.

### Природно-климатические зоны

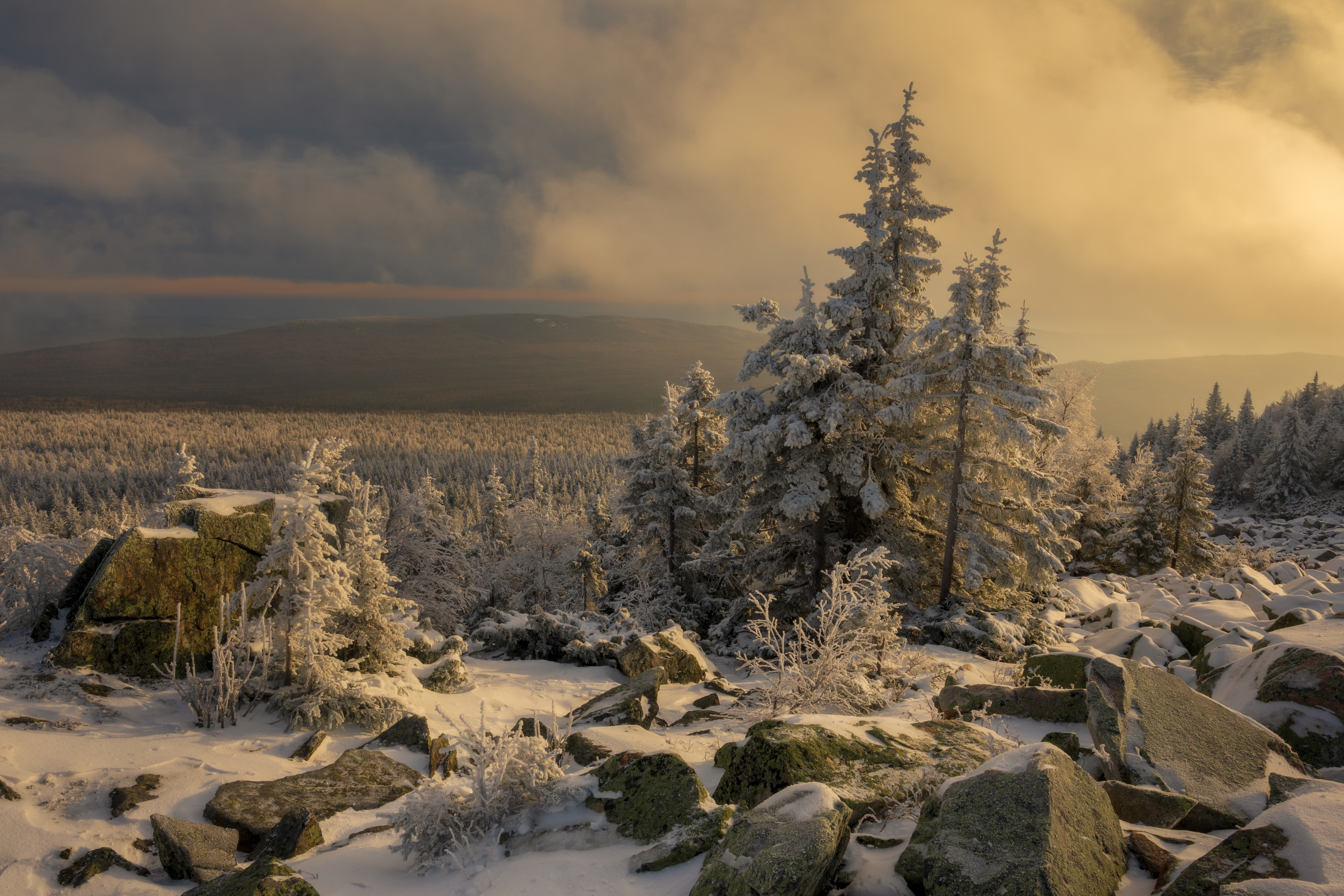
На подступе к вершине горы Ицыл
16 ноября 2019 года

Челябинская область расположена на Южном Урале в центре Евразии. Климат области относится к умеренному континентальному. Температура воздуха зависит от влияния поступающих воздушных масс и количества получаемой солнечной энергии. На территории области солнце светит около 2066 часов в год. Осадков больше выпадает в горной части области (Златоуст — 704 мм), меньше — в лесостепном Зауралье (Челябинск — 439 мм), ещё меньше в степной зоне.
Зимой глубина промерзания почвы составляет 110—150 см, а в малоснежные и суровые зимы почва в области промерзает до 170—260 см.
Неровный рельеф и большая протяжённость области с севера на юг позволяют выделить 3 зоны, различающиеся по рельефу и по климатическим характеристикам. Это горно-лесная, лесостепная и степная зоны. В степной зоне выделяются две подзоны: северная с обыкновенными чернозёмными почвами и южная — с южными чернозёмными почвами.

## Население

### Демография

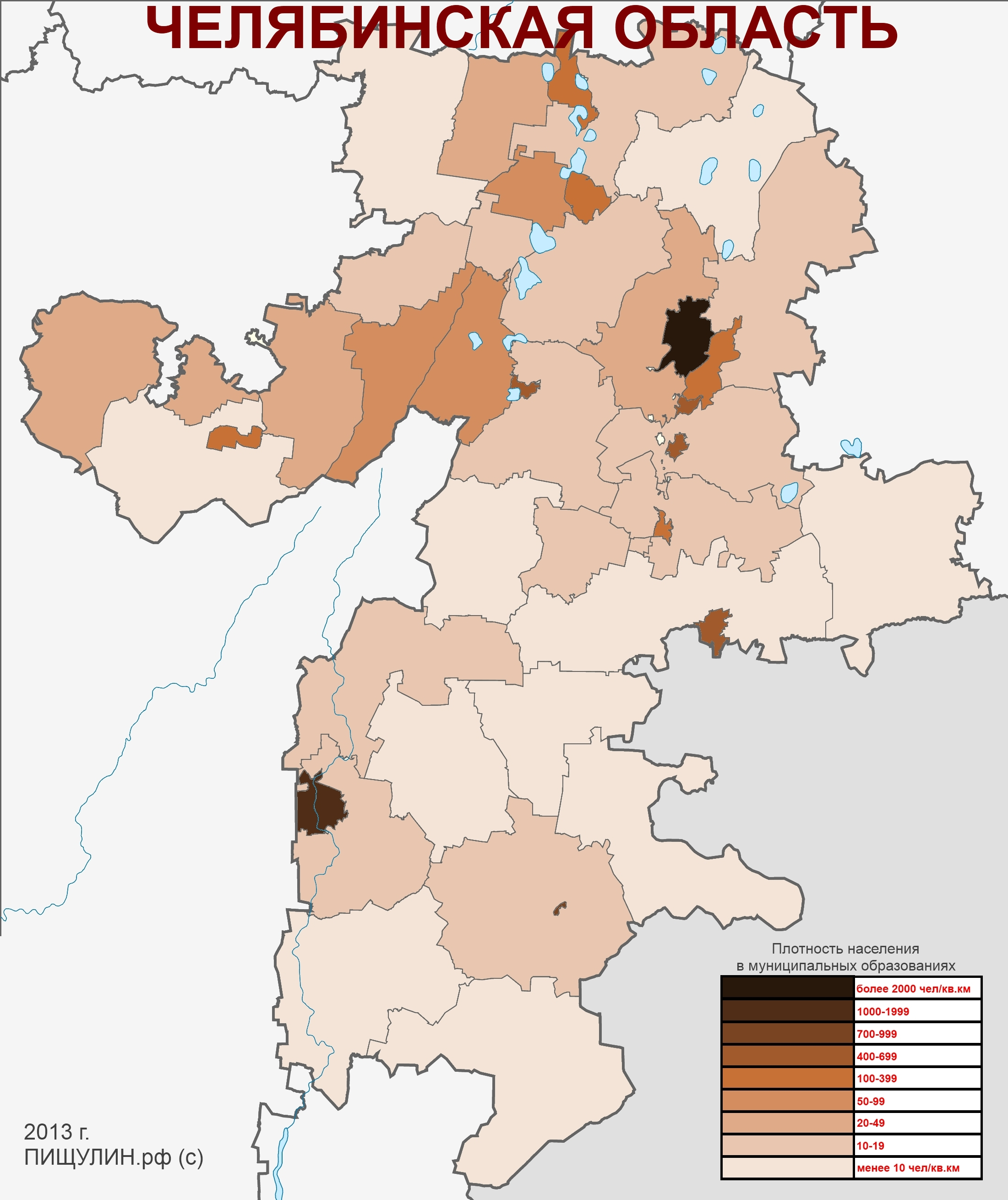
Плотность населения в муниципальных образованиях области, 2013 год

Численность населения области по данным Госкомстата России составляет 3 385 124 чел. Плотность населения — 38,24 чел./км2 (2025). Городское население — 
83,5 % (2022).
Область — наиболее плотно населённая из регионов Урала и вторая после Свердловской области по уровню урбанизации. По плотности населения Челябинская область — 24-й регион РФ (без Москвы и Санкт-Петербурга), а по уровню урбанизации — 9-й (без авт. округов).

### Национальный состав
Согласно Всероссийской переписи населения 2010 года, национальный состав населения области был следующим:
- Русские — 2 829 899 (83,8 %);
- Татары — 180 913 (5,36 %). Живут в Челябинске, Магнитогорске, Троицке, Сатке, Южноуральске, Кыштыме, Златоусте, Симе; в Кунашакском, Красноармейском, Агаповском, Нязепетровском, Чебаркульском и других районах.
- Башкиры — 162 513 (4,81 %). Живут в Магнитогорске, Аргаяше, Карабаше, Верхнеуральске, Миньяре, Троицке, Нязепетровске, Снежинске, Челябинске, Кыштыме, Миассе, Златоусте, Юрюзани, Сатке, Усть-Катаве, Аше, Бакале, Межевом; в Аргаяшском, Кунашакском, Сосновском, Нязепетровском, Красноармейском, Ашинском, Кизильском, Чебаркульском, Еткульском и в других районах области.
- Украинцы — 50 081 (1,48 %); живут в Челябинске, Магнитогорске, Копейске, а также в Агаповском, Троицком, Увельском, Чесменском, Варненском, Октябрьском районах.
- Казахи — 35 297 (1,05 %); живут в основном в Брединском, Варненском, Карталинском, Кизильском, Нагайбакском, Троицком, Чесменском районах.
- Немцы — 18 687 (0,66 %); живут в Челябинске, Златоусте, Копейске, Коркино, в Октябрьском, Еткульском и Брединском районах.
- Белорусы — 13 035 (0,39 %).
- Мордва — 12 147 (0,36 %); живут в Магнитогорске, Троицке, также в Чесменском, Варненском, Уйском, Нагайбакском районах.
- Армяне — 9311.
- Нагайбаки — 7679. Живут в Нагайбакском, Уйском и Чебаркульском районах.
- Таджики — 7375.
- Азербайджанцы — 7213.
- Чуваши — 6819.
- Узбеки — 6446.
- Цыгане — 4266.
- Марийцы — 3695. Живут в Ашинском районе.
- Евреи — 3358.
- Удмурты — 2421.
- Молдаване — 1618.
- Грузины — 1417.
- Киргизы — 1410.
- Поляки — 1185.
- Литовцы — 358
- Лица, не указавшие национальность — 99 144.

## Административно-территориальное деление
Административно-территориальное устройство
Согласно Закону «Об административно-территориальном устройстве Челябинской области» и Уставу Челябинской области, субъект РФ включает следующие административно-территориальные единицы:
- 15 городов областного значения (городов с территориальным районом);
- 15 городов районного значения;
- 27 районов;
- 13 посёлков городского типа (рабочих посёлков)[25];
- 242 сельсовета.

Административными центрами районов и сельсоветов являются населённые пункты, определённые законом Челябинской области в качестве административного центра муниципальных районов и сельских поселений.
Муниципальное устройство
В рамках муниципального устройства, в границах административно-территориальных единиц области к 1 января 2016 года образованы 319 муниципальных образований, в том числе:
- 16 городских округов, один из которых включает:
  - 7 внутригородских районов,
- 27 муниципальных районов, которые состоят из:
  - 27 городских поселений,
  - 242 сельских поселений.

| Муниципальные районы (районы) | Городские округа (города и пгт областного значения) | Административная карта |
| --- | --- | --- |
| 1. Агаповский; 2. Аргаяшский; 3. Ашинский; 4. Брединский; 5. Варненский; 6. Верхнеуральский; 7. Еманжелинский; 8. Еткульский; 9. Карталинский; 10. Каслинский; 11. Катав-Ивановский; 12. Кизильский; 13. Коркинский; 14. Красноармейский; 15. Кунашакский; 16. Кусинский; 17. Нагайбакский; 18. Нязепетровский; 19. Октябрьский; 20. Пластовский; 21. Саткинский; 22. Сосновский; 23. Троицкий; 24. Увельский; 25. Уйский; 26. Чебаркульский; 27. Чесменский; | I. Верхнеуфалейский; II. Златоустовский; III. Карабашский; IV. Копейский; V. Кыштымский; VI. Магнитогорский; VII. Миасский; VIII. Озёрский; IX. Снежинский; X. Трёхгорный; XI. Троицкий; XII. Усть-Катавский; XIII. Чебаркульский; XIV. Челябинский; XV. Южноуральский; XVI. Локомотивный (посёлок). | Агаповский Аргаяшский Ашинский Брединский Варненский Верхнеуральский Еманжелинский Еткульский Карталинский пгт Локомотивный Каслинский Катав-Ивановский Кизильский Коркинский Красноармейский Кунашакский Кусинский Нагайбакский Нязепетровский Октябрьский Пластовский Саткинский Сосновский Троицкий Увельский Уйский Чебаркульский Чесменский Верхний Уфалей Снежинск ♦ Златоуст Карабаш Копейск Кыштым ♦ Магнитогорск ♦ Миасс Трёхгорный Троицк Усть-Катав ♦ Чебаркуль Озёрск ■ Челябинск Южноуральск |

### Населённые пункты
Населённые пункты с численностью населения более 10 000 человек
| Челябинск    | ↘1 176 770 |
| Магнитогорск | ↘408 487   |
| Златоуст     | ↘157 244   |
| Миасс        | ↘146 650   |
| Копейск      | ↘143 751   |
| Озёрск       | ↘76 434    |
| Троицк       | ↘69 983    |
| Снежинск     | ↗50 717    |
| Чебаркуль    | ↘44 671    |
| Сатка        | ↘42 062    |
| Южноуральск  | ↘37 313    |

| Коркино        | ↘36 591 |
| Кыштым         | ↘35 325 |
| Трёхгорный     | ↗32 478 |
| Аша            | ↘27 442 |
| Еманжелинск    | ↘27 371 |
| Карталы        | ↘26 679 |
| Верхний Уфалей | ↘22 548 |
| Усть-Катав     | ↘21 016 |
| Пласт          | ↘18 243 |
| Куса           | ↘16 934 |

| Бакал          | ↘16 103 |
| Касли          | ↘15 006 |
| Катав-Ивановск | ↘14 454 |
| Сим            | ↘12 569 |
| Красногорский  | ↘11 883 |
| Увельский      | ↗10 747 |
| Карабаш        | ↘10 339 |
| Аргаяш         | ↗10 211 |
| Нязепетровск   | ↘10 198 |
| Юрюзань        | ↘10 130 |

## Экономика

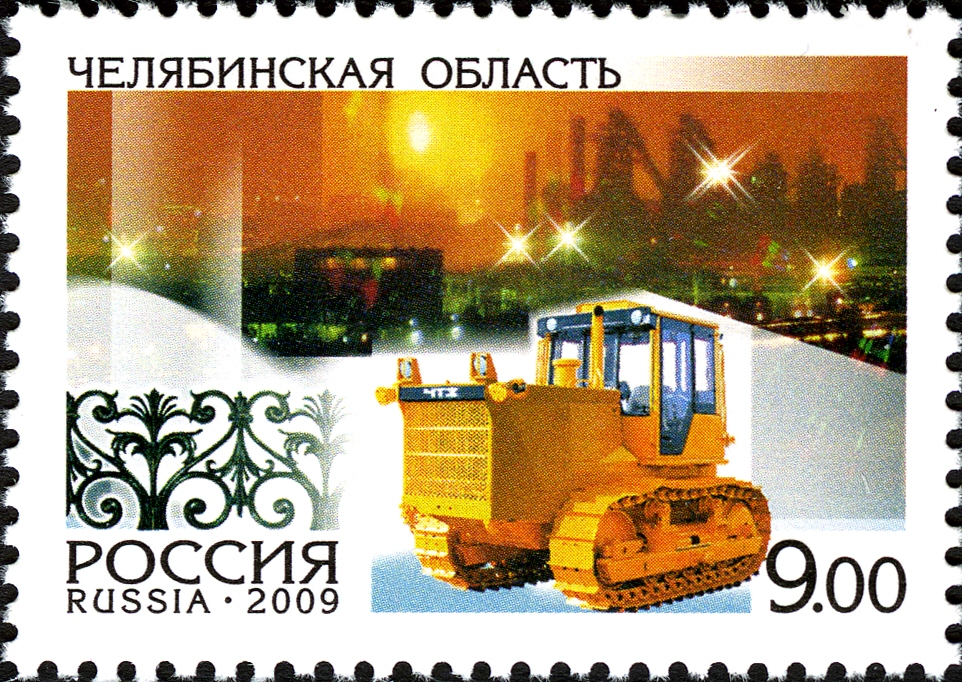
Модель трактора Челябинского тракторного завода, панорама Магнитогорского металлургического комбината и фрагмент решётки Каслинского художественного литья (слева внизу) на почтовой марке России 2009 года из серии «Россия. Регионы», посвящённой Челябинской области

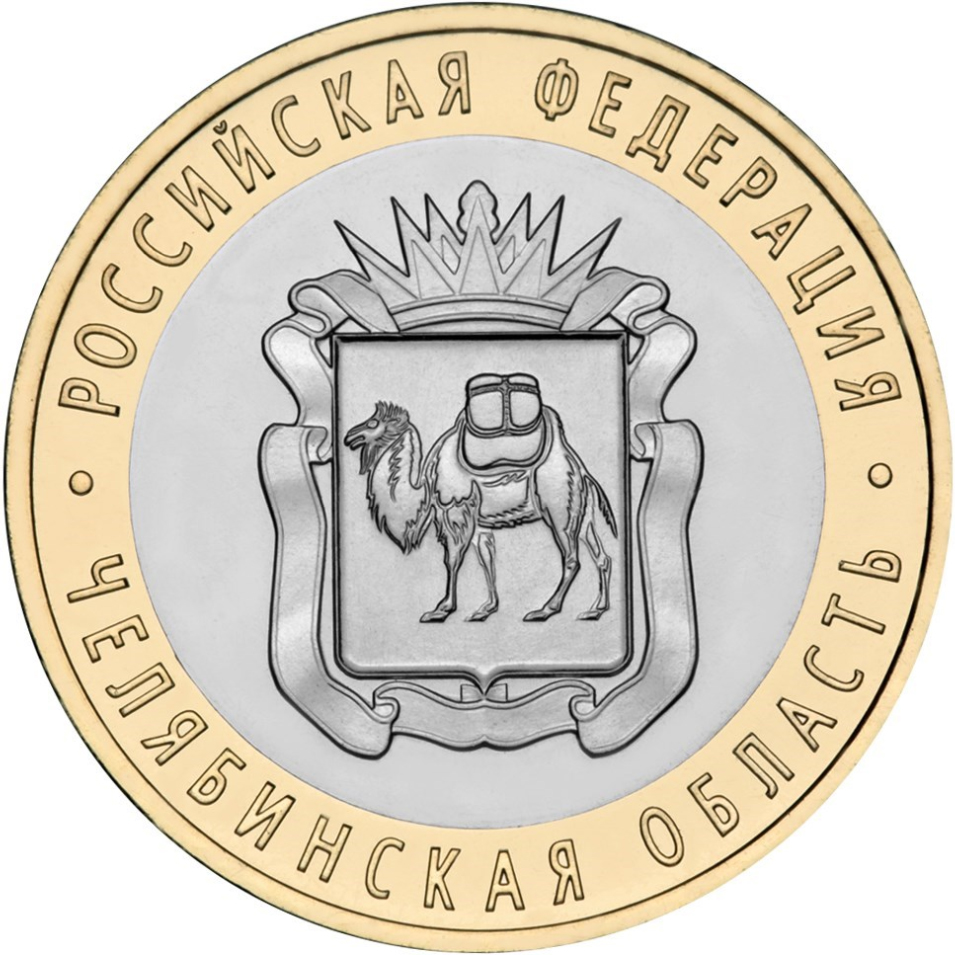
Памятная монета Банка России номиналом 10 рублей (2014)

В 2015 году средняя заработная плата в Челябинской области составила 29 000 рублей. В 2016 году Челябинская область впервые из «вечного» дотационного региона стала регионом-донором. В 2017 году в Национальном рейтинге инвестиционной привлекательности Челябинская область заняла 22-е место, поднявшись на 10 позиций. Согласно поправкам в закон «Об областном бюджете на 2017 год и на плановый период 2018—2019 годов» размер дефицита областного бюджета сократится в 4 раза ― с 10 до 2,5 миллиардов рублей. Также в 2017 году официальный уровень безработицы в Челябинской области сократился ― количество жителей Челябинской области, обратившихся в поисках работы в службы занятости населения за девять месяцев 2017 года по сравнению с тем же периодом 2016 года сократилось с 34 тысяч 987 человек до 28 тысяч 504 человек, но общая ситуация на рынке труда Челябинской области остаётся напряжённой. Челябинская область впервые за последние пять лет завершила год с профицитом бюджета — доходы бюджета региона за 2017 год превысили расходы. В январе 2018 года индекс промышленного производства Челябинской области вырос на 14,9 % по сравнению с аналогичным периодом прошлого года. На 107 % показала рост добывающая промышленность, более 117 % — обрабатывающее производство. Рост в металлургии составил более 13 %, в лёгкой промышленности — рост более 20 %. Государственный долг Челябинской области за первые 4 месяца 2018 года составил 15,3 млрд рублей. Челябинская область — вторая после Москвы показала такую положительную динамику снижения госдолга. В период 2019—2024 годов Челябинская область планирует реализовать свыше 240 инвестиционных проектов на общую сумму 765 миллиардов рублей.

### Промышленность

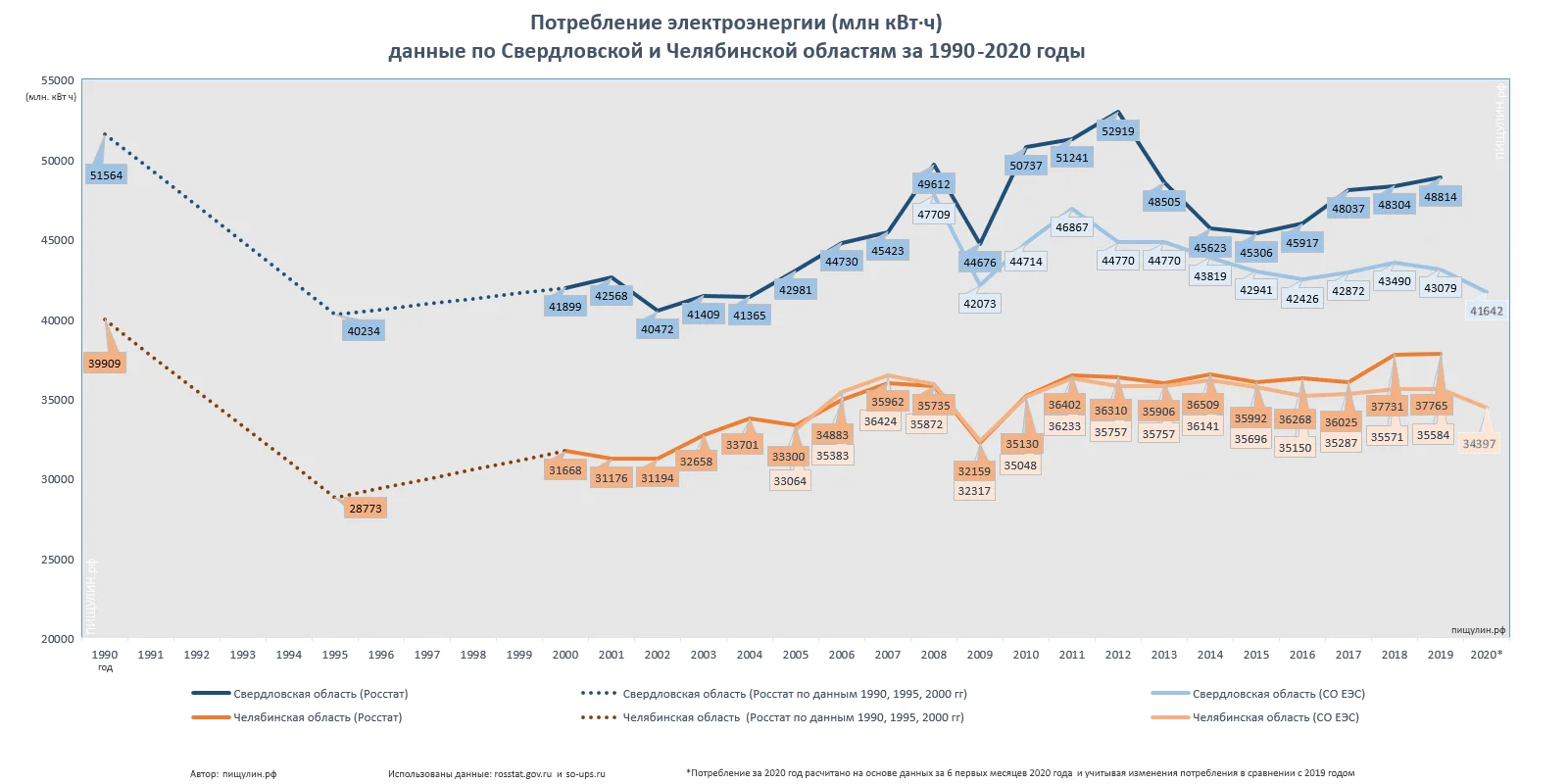
Потребление электроэнергии в Свердловской и Челябинской областях в период с 1990 по 2020 годы

В структуре промышленности Челябинской области резко выделяется чёрная металлургия (около половины выпускаемой продукции). Доля чёрной металлургии в 1991 году составила 37,8 %, а в 2003 г. ― 59,3 %. На втором месте стоит машиностроение (до 1/6). Доля машиностроения и металлообработки в 1991 году составила 30,0 %, а в 2003 г. ― 15,2 %. Эти отрасли вместе с цветной металлургией дают почти 50 % всей промышленной продукции Челябинской области.
Чёрная металлургия
По масштабам чёрной металлургии область не имеет себе равных в стране, представлена одними из крупнейших металлургических комбинатов (Магнитогорск, Челябинск), передельными заводами (Златоуст), предприятиями по производству ферросплавов и стальных труб (Челябинск). В цветной металлургии имеется производство меди (Карабаш, Кыштым), цинка (Челябинск) и никеля (Верхний Уфалей). Металлургии сопутствует производство огнеупоров из магнезита (Сатка).
Машиностроение
Машиностроение опирается на собственную металлургическую базу, что обусловливает его металлоёмкость. Здесь выпускают тракторы и краны (Челябинск), грузовые автомобили (Миасс), трамвайные вагоны (Усть-Катав), технологическое оборудование, ракетно-космическую технику (Миасс, Златоуст), электротехнические изделия (Златоуст), горно-шахтную технику (Копейск).
Атомная промышленность
Здесь больше всего в России атомоградов, то есть городов, принадлежащих к комплексу атомной промышленности:
- Снежинск (бывший Челябинск-70) — РФЯЦ-ВНИИТФ
- Озёрск (бывший Челябинск-40 (до 1966), Челябинск-65 (1966—1994)) — Производственное объединение «Маяк»
- Трёхгорный (бывший Златоуст-36) — ФГУП «Приборостроительный завод»

На территории области производятся:
- изучение и испытание материалов, конструкций и устройств требуемых для атомной промышленности;
- переработка и утилизация облучённого ядерного топлива;
- производство радиоактивных изотопов, применяемых в том числе и в медицине;
- производство приборов для атомной промышленности.

Часть территории области в 50-х годах XX века была подвергнута радиоактивному загрязнению в результате аварии на предприятии по переработке отходов «Маяк».
Предприятия и компании, представляющие промышленность области
Объём отгруженных товаров собственного производства, выполнено работ и услуг собственными силами по обрабатывающим производствам за 2008 год 272,3 млрд рублей.

| Металлургия - Магнитогорский металлургический комбинат (входит в группу ММК); - Златоустовский металлургический завод; - Ашинский металлургический завод; - ЗАО «Карабашмедь»; - Кыштымский медеэлектролитный завод; - «Уральская кузница» (г. Чебаркуль, входит в состав ОАО «Мечел»); - ОАО «Уфалейникель»; - Челябинский металлургический комбинат (входит в состав ОАО «Мечел»); - Челябинский электрометаллургический комбинат; - Челябинский цинковый завод; - Челябинский трубопрокатный завод (входит в группу ЧТПЗ); - «Трубодеталь» (Челябинск); - «Уралтрубмаш» (Челябинск); - Челябинский завод профилированного стального настила; - Челябинский завод металлоконструкций; - «Челябвторцветмет»; - «Челябвтормет»; - Златоустовский завод металлоконструкций. Химическая промышленность - Челябинская угольная компания; - Южноуральский нефтеперерабатывающий завод, ООО «Залив»; - Челябинский лакокрасочный завод; - Челябинский химико-фармацевтический завод; Радиоэлектроника и измерительная техника - Челябинский радиозавод «Полёт»; - Челябинский часовой завод; - ОАО «Радиозавод» (Кыштым); - Челябинский завод «Теплоприбор»; - Промышленная группа «Метран»; - Холдинг «Электромашина»; - ЗАО «НПК Теко»; - ЗАО «ЭМИС»; - ООО «КРЕДО»; - Челябинский радиозавод «Сигнал»; - ФГУП «Приборостроительный завод» (Трёхгорный); - ФГУП Завод «Пластмасс» (Копейск); - Златоустовский часовой завод; - ОАО «Радий» (Касли). | Машиностроение - Уральский автомобильный завод (Миасс); - ОАО «Челябинский механический завод» (Краны «Челябинец» и ДЭК); - ОАО «Златоустовский машиностроительный завод»; - ООО «Завод Стройтехника» (Златоуст); - ООО «Златоустовский завод бетоносмесительного оборудования» (Завод ZZBO); - Златоустовский экскаваторный завод; - Челябинский инструментальный завод; - ОАО «Кыштымское машиностроительное объединение»; - Копейский машиностроительный завод; - Промышленная группа «Кранов» (Нязепетровск); - Челябинский тракторный завод «ЧТЗ-УРАЛТРАК»; - Челябинский кузнечно-прессовый завод; - ЗАО «Челябинские строительно-дорожные машины»; - ООО «Энерготехкомплект» (г. Челябинск) - ФГУП «Усть-Катавский вагоностроительный завод им. С. М. Кирова»; - ООО «Уфалейский завод металлоизделий»; - Кусинский литейно-машиностроительный завод; - Челябинский компрессорный завод; - Чебаркульский крановый завод; - Нязепетровский краностроительный завод; - ОАО «Троицкий электромеханический завод»; - ООО «Троицкий тракторный завод»; - ООО «ТроицкСтанкоПром». Лёгкая промышленность - Челябинская обувная фабрика «Юничел»; - Челябинская швейная фабрика; - Челябинский завод театрального оборудования; - Челябинская швейная фабрика, ООО «Силуэт-Классик»; - Чебаркульская швейная фабрика, ОАО «Пеплос»; - Кыштымская фабрика трикотажных изделий; - Магнитогорская обувная фабрика; - Златоустовская обувная фабрика; - Трикотажная фабрика «Ян»; - Миасская швейная фабрика. | Пищевая промышленность - Крестьянское (фермерское) хозяйство имени Салавата Юлаева; - ЗАО Равис — птицефабрика «Сосновская»; - ОАО «Первый хлебокомбинат»; - ОАО «Южуралкондитер»; - ОАО «Макфа»; - ОАО «Птицефабрика Челябинская»; - Производственная компания «SMART» (Златоуст); - ОАО СХП «Красноармейское»; - ОАО Племзавод «Россия»; - ЗАО «Уралбройлер»; - ЗАО КХП «Злак»; - СППСК «Уральское подворье»; - СХПК «Колхоз им. Шевченко»; - СХПК «Черноборский»; - Группа компаний «Здоровая Ферма»; - Группа компаний «Калинка»; - Объединение «Союзпищепром»; - ОАО «Челябинский хладокомбинат № 1»; - Челябинский городской молочный комбинат (входит в группу «Первый вкус»); - Магнитогорский молочный комбинат (входит в группу «Первый вкус»); - Чебаркульский молочный завод (входит в группу «Первый вкус»); - Кондитерская фабрика «Уральские кондитеры»; - Чебаркульская птицефабрика; - Бектышская птицефабрика; - Троицкий комбинат хлебопродуктов; - Фабрика тортов «MireL» (ОАО «Хлебпром»); - Кондитерская фабрика «Фантэль»; - ОАО «Хлебпром»; - Златоустовская кондитерская фабрика; - Челябинский масложировой комбинат; - Златоустовский ликёроводочный завод; - Златоустовский хлебокомбинат; - Магнитогорский птицеводческий комплекс (входит в группу «Ситно»); - Магнитогорский хлебокомбинат (входит в группу «Ситно»); - Магнитогорский хлебокомбинат «Русский хлеб»; - Саткинский хлебокомбинат; - Агрокомплекс «Чурилово»; - Мясокомбинат «Славянский»; - ООО «Агроторг Троицк» (производственная компания, головная организация — ООО «Троицкий консервный комбинат» г. Москва); |

### Строительство
В конце 2000-х — середине 2010-х на территории области были построены крупные производства:
- Стан 5000, Магнитогорск, ММК;
- Цех по производству одношовных труб большого диаметра (цех «Высота 239»), Челябинск, Челябинский трубопрокатный завод ;
- Рельсобалочный стан для железнодорожных ВСНТ, Челябинск, ЧМК;
- Завод АО «Транснефть Нефтяные Насосы» по производству насосного оборудования и комплектующих, Челябинск, Транснефть.
- Новая производственная база, ООО «Челябинский компрессорный завод» в Красноармейском районе;
- Производство по нанесению внутреннего антикоррозийного покрытия с праймером на соединительные детали трубопроводов, АО «Трубодеталь»;
- Агрегат непрерывного горячего цинкования № 3 (АНГЦ № 3), система аспирации литейного двора доменной печи № 10, реконструкции газоочистных установок в электросталеплавильном цехе, ПАО «ММК» (г. Магнитогорск);
- Асфальтобетонный завод Benninghoven в Кременкуле[42][43];
- Осетровый завод в Еткульском районе[44].

### Сельское хозяйство
Челябинская область имеет развитое сельское хозяйство, особенно в зоне распространения чернозёмных почв. Животноводство составляет 2/3 продукции сельского хозяйства; выращивают зерновые, зернобобовые, кормовые и технические культуры, а также картофель и овощи. Разводят крупный рогатый скот, свиней, овец и коз, домашнюю птицу.
Животноводство
На 2016 год Челябинская область является абсолютным лидером в России по объёмам производства мяса птицы. В 2016 году область вышла на второе место в России по производству всех видов мяса и куриных яиц, входит в первую десятку регионов-производителей свинины и тепличных овощей.
В 2020 году произведено 415 тыс. тонн молока.
Имеется тонкорунное овцеводство.
Растениеводство
В 2018 году сбор зерновых и зернобобовых культур составил 1 млн 963 тысячи тонн в бункерном весе при средней урожайности 14,3 ц/га.
| тыс. гектар | 3086 | 2694,3 | 2431,8 | 1994,7 | 1844,0 | 2074,4 | 1834,9 |

### Транспорт
Транспортная сеть региона хорошо развита, что обусловлено географическим положением области находящейся на границе Сибири, Поволжья и Казахстана.
Железнодорожный транспорт
Южно-Уральская железная дорога, проходящая через территорию области, пересекает территорию Европейского и Азиатского континентов. Общая протяжённость железных дорог — 1733,2 км, в том числе электрифицировано — 1290 км. Развита сеть железных (4 862,2 км).
Количество мостов и путепроводов — 1266, из них 15 больших мостов длиной более 100 метров; железнодорожных станций — 130, количество приёмоотправочных путей на станциях — 876.
Автомобильный транспорт
Общая протяжённость автодорог — 18 766 км. Плотность сети автодорог составляет 8,7 км на 100 км² территории области. Количество мостов — 268 шт., в том числе более 50 м — 130 шт. Путепроводов до 50 м — 19 шт., более 50 м — 20 шт. Удельный вес дорог с усовершенствованным покрытием в протяжённости автомобильных дорог общего пользования с твёрдым покрытием составляет 74,7 %. По территории проходят федеральные автомобильные дороги — М5 «Урал», А310, Р254 «Иртыш», азиатский маршрут AH7.
Челябинская область граничит с Республикой Казахстан. Автотранспортные потоки пересекают границу России и Казахстана через автомобильные международные пункты пропуска «Мариинский», «Варна», «Бугристое».
Воздушный транспорт
В области имеется 2 аэродрома федерального значения и 1 военный — Челябинск (Баландино), Магнитогорск (находится на территории Башкортостана) и Челябинск (Шагол).
Аэродромы местных воздушных авиалиний — 12: Кизильское, Бреды, Калининский (Брединский), Октябрьское, Победа (Кизильский), Полоцк (Кизильский), Путь Октября (Кизильский), Снежный (Карталинский), Уйское, Чесма, Чудиново (Октябрьский), Фершампенуаз (Нагайбакский).
Площадки аэропортов местных авиалиний грунтовые и могут принимать только лёгкие самолёты типа АН-2, АН-24, ЯК-52.
В области имеется 34 вертолётные площадки.
Трубопроводный транспорт
По территории Челябинской области проходят магистральные трубопроводы перекачки нефти и нефтепродуктов нескольких организаций.
Челябинское нефтепроводное управление является структурным подразделением ОАО «Уралсибнефтепровод». Нефтепроводным управлением на территории области эксплуатируется 1346,714 км действующих магистральных нефтепроводов. В состав линейной части входят:
- нефтепровод Нижневартовск-Курган-Куйбышев протяжённостью 297,9 км;
- нефтепровод Усть-Балык — Курган — Уфа — Альметьевск протяжённостью 374,4 км;
- нефтепровод Туймазы-Омск-Новосибирск-1 протяжённостью 315,614 км;
- нефтепровод Туймазы-Омск-Новосибирск-2 протяжённостью 332,8 км.

Вся трасса нефтепроводов проходит по пересечённой местности с востока на запад в средней части территории области через территории населённых пунктов: Канаши, Еткуль, Челябинский городской округ, Травники, Ленинск, Бердяуш.

## Экология

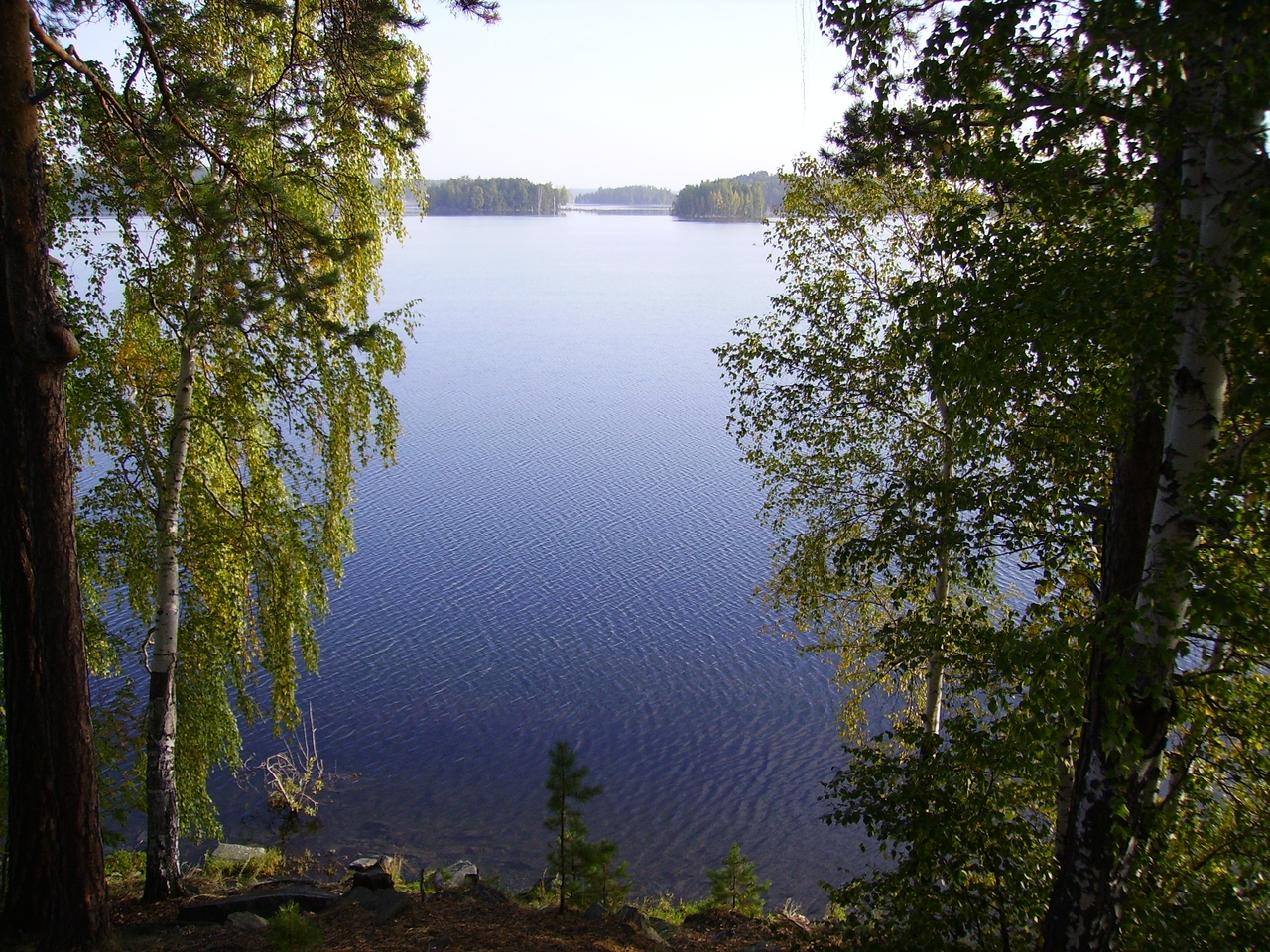
Озеро Увильды

Огромное количество промышленных предприятий Челябинской области не могло не отразиться на её экологии. Экологическая обстановка в регионе остаётся одной из самых напряжённых в России. Челябинская область лидирует по выбросам в атмосферный воздух твёрдых веществ — 1-е место в России — более трети всех выбросов твёрдых частиц; по оксиду углерода — 2-е место (около 6 % всех выбросов); по диоксиду серы — 5-е место (около 4 % всех выбросов). В рейтинге субъектов России по итогам 2017 года общественной организации «Зелёный патруль» Челябинская область заняла последнее (85-е) место.
Благодаря природно-климатическим и ландшафтным особенностям горно-лесной местности восточного склона Урала с обилием относительно крупных озёр на северо-западной части области образованы санаторно-курортные рекреационные зоны. В частности в окрестностях озёр Большой Кисегач, Ильменское, Иткуль, Тургояк. Воды озёр Увильды, Сунгуль содержат природный радон.
Часть территории области подвергалась и подвержена радиоактивному загрязнению деятельностью ПО «Маяк», в частности бассейн реки Течи и зона Восточно-Уральского радиоактивного следа. Кроме того, имеют место обнаружение радиоактивно загрязнённых объектов и слабое реагирование на них со стороны властей, так в 1996 г. обнаруживались уран-235, радий-226, исчезновения источника с цезием-137.

## Наука и образование
На территории области действуют десятки высших учебных заведений, в том числе крупнейший ЮУрГУ и первый университет на Южном Урале ЧелГУ, в которых учатся студенты со всей России и Казахстана.
В дореволюционный период специализация региона (а именно логистика, чёрная металлургия, кожевенная и пищевая промышленность) задали и местную специфику образования. В дореволюционных городах нынешней Челябинской области были реальные училища и духовные семинарии.
Во время Великой Отечественной войны в Челябинске появился Медицинский институт (1942 г.) и механико-машиностроительный институт.
В послевоенный советский период, несмотря на присутствие нетехнических ВУЗов (например, Медицинский институт и Педагогический институт), образование в области было специализировано на технических специальностях. Появились многочисленные НИИ, КБ, проектные институты.
Челябинская область внесла большой вклад в развитии науки и новых технологий в СССР. Здесь проводились как фундаментальные исследования, так и прикладные. Южноуральские специалисты принимали участие в создании ядерного и термоядерного оружия, ядерных зарядов для промышленного использования, разрабатывали ракеты, в двигатели летательных аппаратов и тракторов, новые материалы (металлы, бронестекло), навигационное оборудование (в том числе для космического корабля «Буран»), изучали влияние радиации и разрабатывали дезактивационные мероприятия. Наукоёмкие производства были созданы в Челябинске, Златоусте, Миассе, Снежинске, Трёхгорном, Озёрске.
Сейчас в вузах области преподаются и гуманитарные специальности. Большинство прежних институтов стало университетами и академиями, также многие прежние училища приобрели статус институтов.

## Органы государственной власти
Законодательная власть
Высшим и единственным органом законодательной власти является Законодательное собрание Челябинской области.
Исполнительная власть
Высшим исполнительным органом государственной власти области является Правительство Челябинской области.
Высшее должностное лицо области — губернатор.
C 22 апреля 2010 года по 14 января 2014 года губернатором являлся Михаил Юревич. 15 марта 2010 года кандидатура Михаила Юревича на пост губернатора Челябинской области была внесена на рассмотрение в Законодательное собрание области. 22 марта 2010 года Законодательное собрание Челябинской области на внеочередном заседании единогласно утвердило Юревича на пост губернатора области. За время работы губернатором Челябинской области регион предпринимал активные шаги в сторону диверсификации экономики, чтобы уйти от зависимости цен на продукцию металлургических предприятий. Челябинская область стала одним из лидеров по возведению малогабаритного жилья. Благодаря этим мерам за десять месяцев 2012 года в эксплуатацию введено более 970 тысяч м² жилья. 24 сентября 2014 года новым губернатором Челябинской области стал Борис Дубровский. 19 марта 2019 года стало известно о том, что Борис Дубровский подал в отставку. В этот же день президент Владимир Путин назначил  временно исполняющим обязанности губернатора Алексея Текслера.
Судебная власть
Судебная власть в области осуществляется судами в лице судьёй и привлекаемых в установленном порядке к осуществлению правосудия присяжных и арбитражных заседателей.
- Челябинский областной суд.
- Арбитражный суд Челябинской области.

## Руководители области
Первые секретари обкома

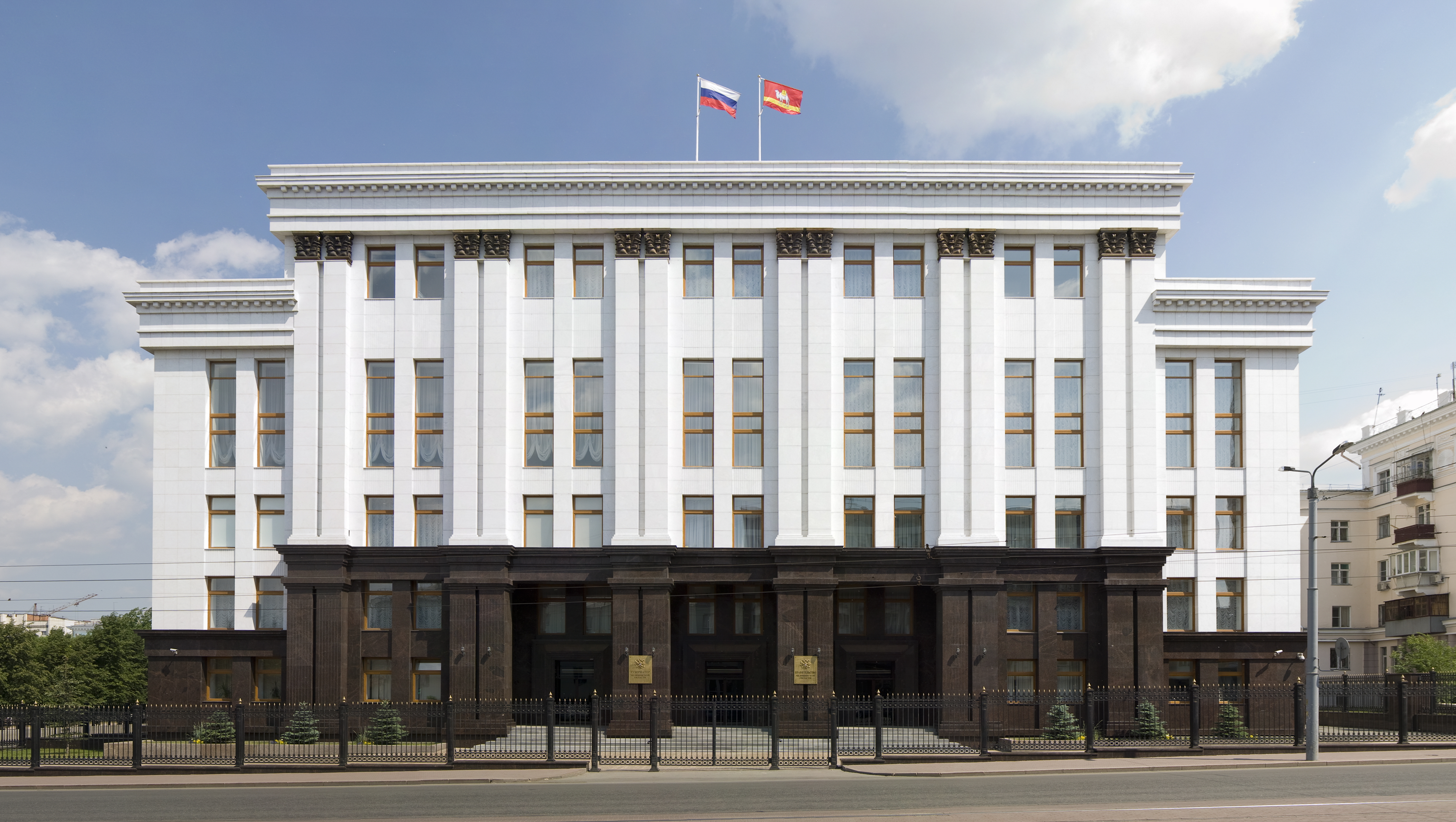
Резиденция губернатора Челябинской области

- янв. 1934 — окт. 1937 — Рындин, Кузьма Васильевич;
- окт. 1937 — май 1938 — Огурцов, Константин Михайлович;
- май 1938 — фев. 1940 — Антонов, Дмитрий Иванович;
- мар. 1940 — янв. 1942 — Сапрыкин, Григорий Давыдович;
- янв. 1942 — мар. 1946 — Патоличев, Николай Семёнович;
- мар. 1946 — мар. 1950 — Белобородов, Александр Андрианович;
- мар. 1950 — окт. 1952 — Аристов, Аверкий Борисович;
- окт. 1952 — мар. 1961 — Лаптев, Николай Васильевич;
- мар. 1961 — дек. 1962 — Ефремов, Михаил Тимофеевич;
- дек. 1962 — дек. 1964 — разделение на промышленный и сельский обкомы
  - сельский обком — Кардапольцев, Александр Васильевич
  - промышленный обком — Кузюков, Фёдор Фёдорович;
- дек. 1964 — окт. 1965 — Кузюков Фёдор Фёдорович;
- окт. 1965 — июл. 1970 — Родионов, Николай Николаевич;
- июл. 1970 — янв. 1984 — Воропаев, Михаил Гаврилович;
- янв. 1984 — июн. 1986 — Ведерников, Геннадий Георгиевич;
- июн. 1986 — авг. 1989 — Швырев, Николай Дмитриевич;
- авг. 1989 — авг. 1991 — Литовченко, Алексей Потапович.

Губернаторы
- окт. 1991 — дек. 1996 — Соловьёв, Вадим Павлович;
- дек. 1996 — апр. 2010 — Сумин, Пётр Иванович;
- апр. 2010 — янв. 2014 — Юревич, Михаил Валериевич;
- сен. 2014 — мар. 2019 — Дубровский, Борис Александрович;
- мар. 2019 — н.в. — Текслер, Алексей Леонидович.

## Известные люди
- Список Героев Советского Союза (Челябинская область)
- Категория:Персоналии:Челябинская область

## Областные награды
- Знак отличия «За заслуги перед Челябинской областью»;
- Почётное звание «Почётный гражданин Челябинской области»;
- При поддержке фонда Олега Митяева ежегодно вручается народная премия «Светлое прошлое».

## Спорт
В Челябинской области представлен большой спектр видов спорта, построено множество спортивных объектов и учреждений. Наибольших успехов область достигла в следующих видах спорта:
- лыжные виды спорта (в том числе биатлон) — одни из первых появились и развились на Южном Урале;
- хоккей с шайбой (в области находятся два хоккейных клуба Континентальной Хоккейной Лиги: «Трактор» и «Металлург») — самый популярный вид спорта в области, в ней родились множество тренеров сборной команды страны (Вячеслав Быков, Олег Знарок, Геннадий Цыгуров и др.) и клубов КХЛ;
- шахматы;
- водное поло;
- волейбол;
- боевые виды спорта (в том числе бокс, карате, дзюдо, тхэквондо, кикбоксинг, ушу, тайский бокс и другие);
- гребля на байдарках и каноэ;
- лёгкая атлетика;
- конькобежный спорт;
- гандбол;
- армспорт

В области имеются школы олимпийского резерва, базы олимпийской подготовки, ледовый дворец «Уральская молния», горнолыжные курорты.

### Турниры
- В 2012 году в Челябинске прошли чемпионат Европы по дзюдо, чемпионат Европы по водному поло среди юниоров, этап кубка мира по конькам.
- В 2013 году в Челябинске состоялся Матч звёзд КХЛ.
- В 2014 году Челябинск принимал чемпионат мира по дзюдо.
- В 2015 году в Челябинске проходили чемпионат Европы по конькобежному спорту и чемпионат мира по тхэквондо.
- С 2017 года в Челябинске и Златоусте проходит Международный кубок губернатора по водному поло, собирающий спортсменов со всего мира.
- С 2016 года в Златоусте проводятся чемпионат и кубок России по лыжному ориентированию.

## СМИ
Радио
Проект радио: Список радиостанции Челябинской области
Телевидение
Список: Категория: телеканалы Челябинской области

## Факты
- В Челябинской области есть село под названием Париж, в котором стоит миниатюрная копия Эйфелевой башни. Кроме того, в области есть и другие населённые пункты, названные так участвовавшими в боях за одноимённые города (в Европе и в Маньчжурии) казаками-нагайбаками Уральского казачьего войска: Берлин, Варна, Лейпциг, Фершампенуаз, Чесма, Порт-Артур.
- В Челябинской области находится бо́льшая часть территории Страны городов.
- Челябинская область находится в часовом поясе, отличном от московского времени на два часа. Единственный населённый пункт, расположенный в московском часовом поясе — посёлок Бердяуш, из-за одноимённой железнодорожной станции, с которой так или иначе связаны все предприятия посёлка.
- В 1996 году у южной окраины Кыштыма в посёлке Каолиновом Челябинской области были найдены мумифицированные останки якобы инопланетянина Алёшеньки.
- 15 февраля 2013 года над областью пролетел и взорвался метеорит (названный впоследствии «Челябинск»), вызвав ударной волной множество повреждений на земле. Метеорит упал в поле, поэтому люди не пострадали. Несколько осколков метеорита упали в районе озера Чебаркуль.
- Челябинская область оценивается экспертами как один из самых благоприятных регионов России[62][63].